# Stanhopea radiosa
Espèce
Répartition géographique
Stanhopea radiosa, le Stanhopea rayonnant, est une espèce de plantes à fleurs de la famille des Orchidaceae (les orchidées) endémique de l’ouest du Mexique.

## Description

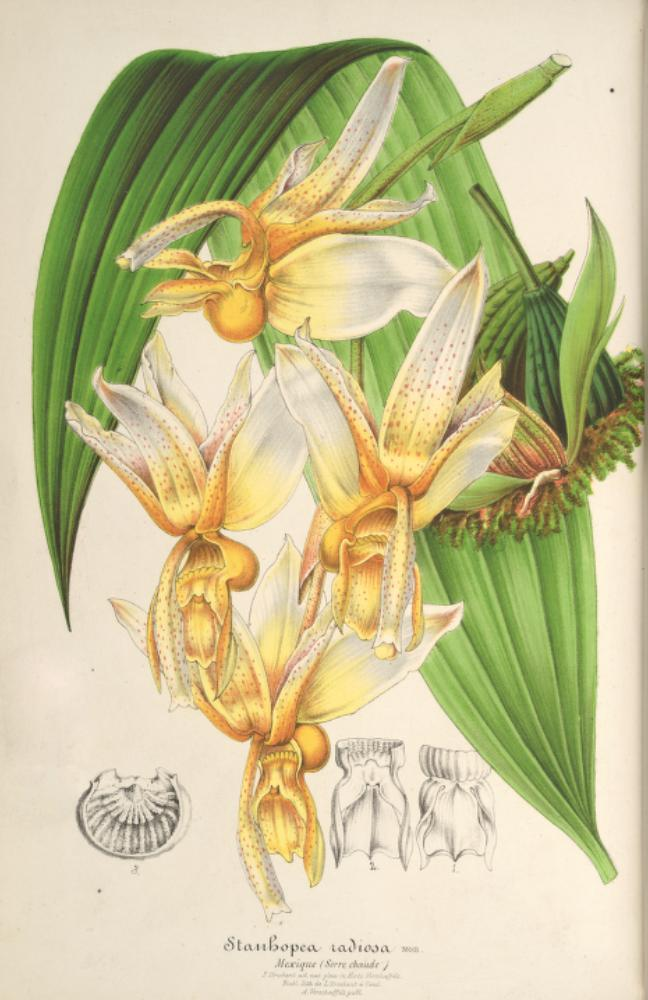
Planche botanique de Stanhopea radiosa.

Les sépales et les pétales sont vert pâle avec des taches rouge pourpre ; les pétales sont plus tachetés et parfois jaune orangé à la base. Le sépale dorsal est en forme de bateau. La lèvre est charnue et jaune à blanche, avec un hypochile jaune orangé en forme de sac. Les cornes sont un peu plates et mesurent environ 2,5 cm de long. L'apex de la lèvre est sous-tronqué, arrondi, ou à 3 pointes. La colonne est mince, avec des ailes hyalines.
Souvent comparée avec S. sacatta, elle se différencie en ayant une ouverture plus large permettant un pollinisateur plus grand, aussi cette espèce hypochile est plus carrée que S. saccata.

## Distribution
Se trouvant à l’ouest du Mexique, dans le Durango, et poussant sur des rochers ou des arbres dans une forêt de feuillus, à une altitude de 750 à 1 500 m.